# مارك لي (لاعب كرة قدم)
مارك لي (بالإنجليزية: Mark Lee)‏ (31 مايو 1979 في المملكة المتحدة - ) هو لاعب كرة قدم بريطاني في مركز الوسط. لعب مع نادي برث غلوري ونادي هيبرنيان ونادي سكاربورو وSwan United FC ‏ وWestern Knights SC ‏ وBayswater City SC ‏ وPerth RedStar FC ‏.

## وصلات خارجية
- مارك لي على موقع قاعدة بيانات كرة القدم.إي يو (الإنجليزية)
- مارك لي على موقع عالم كرة القدم.نت (الإنجليزية)